# Preta Gil
Preta Gil, nata Preta Maria Gadelha Gil Moreira (Rio de Janeiro, 8 agosto 1974 – New York, 20 luglio 2025), è stata una cantante, attrice e attivista brasiliana.

## Biografia
Preta Gil era figlia del cantante e compositore Gilberto Gil, e nipote di Caetano Veloso, e ha avuto come madrina di battesimo Gal Costa; era inoltre cugina di Luiza Possi. Dopo avere lavorato come produttrice di spettacoli, nel 2002 fece il suo esordio sulla scena musicale partecipando al varietà televisivo Mistura Fina. L’anno successivo debuttò come attrice nella telenovela Agora é que são elas, contribuendo inoltre alla colonna sonora con l’esecuzione del brano Espelhos d'água. Questa canzone ha fatto parte del suo primo CD Prêt-à-porter, inciso nello stesso anno; il lavoro discografico, con l’eccezione di Espelhos d'água, includeva composizioni inedite firmate da Davi Moraes, Pedro Baby e Ana Carolina. Due anni dopo la cantante incise l’album Preta, con brani di altri autori.
Nel 2010 vengono pubblicati il CD e il DVD Noite Preta ao vivo; qui Preta Gil interpreta Meu valor e A coisa tá preta, di sua creazione, che si affiancano a tracce scritte da altri compositori. Fra questi, appaiono nel DVD Gilberto Gil e Ana Carolina che cantano rispettivamente Drão e Sinais de fogo. Il successivo CD, del 2012, si intitola Sou como sou e contiene  Se quiser saber, un brano composto dalla cantante insieme a Fábio Lessa. L’incisione dal vivo del CD e DVD Bloco da Preta ha avuto luogo l’anno seguente, in occasione del decennale della carriera della cantante festeggiato a Rio de Janeiro, spettacolo al quale hanno anche preso parte Israel Novaes, Thiaguinho, Lulu Santos, Ivete Sangalo e Anitta; il lavoro contiene brani composti dall’artista, altri conosciuti – come País Tropical – e altri ancora inediti. Nel 2014 Preta Gil si è esibita insieme ai cantanti Psy e Claudia Leitte in occasione del carnevale di Salvador de Bahia. Tre anni dopo, ha registrato il CD Todas as cores, a cui hanno contribuito Pabllo Vittar, Marília Mendonça e la propria madrina Gal Costa, e dal quale è stato tratto il singolo Eu quero e você quer. Le sue esibizioni sul palco durante il carnevale di Rio de Janeiro hanno attirato e coinvolto fino a due milioni e mezzo di persone.
Dopo qualche anno di silenzio, nell’agosto del 2021 Preta Gil aveva lanciato un video nel quale, per la prima volta, cantava assieme al figlio Francisco. La composizione, a firma di entrambi, si intitolava Meu Xodó e richiamava atmosfere mistiche che fanno parte della spiritualità brasiliana e dell’immaginario familiare.
Sostenne i diritti della comunità LGBT e avversò apertamente Jair Bolsonaro, definendolo omofobo.  
Preta Gil è morta a 50 anni nel 2025 in un ospedale di New York, dove si trovava ricoverata per contrastare con una terapia sperimentale il cancro al colon che la affliggeva da tempo : l'annuncio del decesso è stato dato da Gilberto Gil su Instagram. Era sopravvissuta per ben due volte, nel 2020 e nel 2022, al coronavirus. Nella città natale di Preta Gil, Rio de Janeiro, sono stati proclamati tre giorni di lutto per ricordarla.

## Vita privata
Preta Gil si definiva pansessuale; quando era ragazza fu espulsa dalla scuola in cui studiava per aver baciato sulla bocca la futura regista Amora Mautner, sua compagna di classe.   Ebbe quattro mariti e da tutti divorziò: dal primo matrimonio, quello con l'attore Otavio Muller, nacque Francisco, il suo unico figlio. Fu sentimentalmente legata anche agli attori Caio Blat e Paulo Vilhena, al presentatore televisivo Marcos Mion e alla cantante Marina Lima. Nel 2015, a 41 anni, divenne nonna.

## Discografia

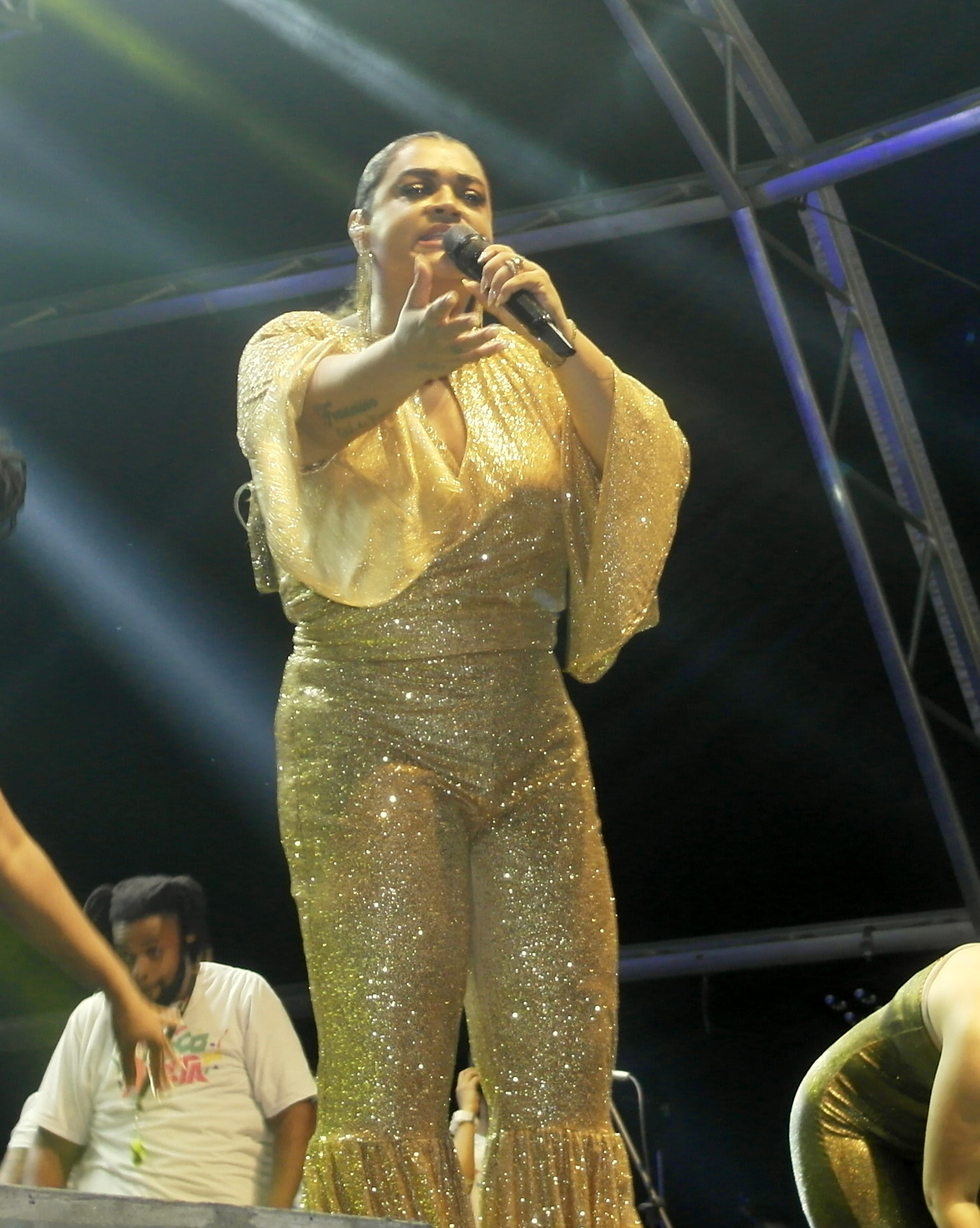
Preta Gil dal vivo ad Angra dos Reis (2023)

### Album in studio
- 2003 - Prêt-à-porter
- 2005 - Preta
- 2012 - Sou como sou
- 2017 - Todas as cores

### Album dal vivo
- 2010 - Noite Preta ao vivo
- 2013 - Bloco da Preta